# Gösta Ehrensvärd (amiral)
Gösta Carl Albert Ehrensvärd, född 10 februari 1885 i Skabersjö församling, Malmöhus län, död 2 november 1973 i Hässleholm, Kristianstads län, var en svensk greve och sjöofficer. Han var son till statsrådet Carl August Ehrensvärd och friherrinnan Ulla Thott samt bror till Carl August Ehrensvärd. 

## Biografi
Ehrensvärd blev officersaspirant vid Kungliga Sjökrigsskolan vid 12 års ålder. År 1904 avlade han sjöofficersexamen och utnämndes till underlöjtnant samma år och löjtnant 1906. Han genomgick sjökrigshögskolans allmänna kurs 1908–1909 och dess stabskurs 1910–1911. Under sina första år som officer hade han ett antal befattningar inom torpedvapnet, bland annat som fartygschef på torpedbåt. Befordran till kapten kom 1913 efter en tids tjänstgöring i marinstaben. Ehrensvärd var lärare vid sjökrigsskolan 1916–1919 och vid Sjökrigshögskolan 1918–1922. År 1922 blev Ehrensvärd utnämnd till kommendörkapten av andra graden och var chef för 1:a jagardivisionen 1919 samt 1923–1924. Därefter följde ett antal kommenderingar i stabstjänst, såsom chef för marinstabens kommunikationsavdelning 1927–1929 och för marinstabens operativa avdelning 1929–1932. Han befordrades till kommendörkapten av första graden 1928. Ehrensvärd var medlem av 1930 års försvarskommission 1930–1932 samt fartygschef på pansarskeppet Drottning Victoria 1932–1933.  Han utnämndes till kommendör 1933 och blev samtidigt flaggkapten i Kustflottan, en befattning han kom att inneha under tre år. Åren 1937–1939 var Ehrensvärd chef för marinstaben. Han blev konteramiral 1938 och var chef för Kustflottan 1939–1942. Därefter blev han chef för Sydkustens marindistrikt 1942–1950 och blev viceamiral 1950.
Ehrensvärd var hedersledamot av Kungliga Örlogsmannasällskapet (1938, ledamot 1920) och ledamot av Kungliga Krigsvetenskapsakademien (1933). Han var redaktör för Tidskriften i sjöväsendet 1925–1927. Ehrensvärd gifte sig den 5 januari 1909 med Anna Enell (1886–1972), dotter till apotekare Henrik Enell och Emma Enell, född Öst. Makarna är begravda på Tosterups kyrkogård. Ett av deras tre barn var Gösta Ehrensvärd (1910–1980).

## Utmärkelser

### Svenska utmärkelser
- Minnestecken med anledning av Konung Gustaf V:s 90-årsdag, 1948.[5]
- Kommendör med stora korset av Svärdsorden, 6 juni 1946.[6]
- Kommendör av första klass av Svärdsorden, 6 juni 1939.[7]
- Kommendör av andra klass av Svärdsorden, 6 juni 1936.[7]
- Riddare av Svärdsorden, 6 juni 1925.[7]
- Riddare av Nordstjärneorden, 6 juni 1935.[7]
- Riddare av Vasaorden, 28 oktober 1928.[7]

### Utländska utmärkelser
- Kommendör av första graden Danska Dannebrogorden, senast 1947.[8]
- Kommendör av andra graden av Danska Dannebrogorden, senast 1940.[9]
- Riddare av Danska Dannebrogorden, senast 1931.[10]
- Kommendör av andra klassen av Finlands Vita Ros’ orden, juli 1924.[7]
- Riddare av Italienska kronorden, 1913.[7]
- Kommendör av Norska Sankt Olavs orden, senast 1940.[9]
- Kommendör av andra klassen av Polska Polonia Restituta, senast 1940.[9]
- Riddare av tredje klassen av Ryska Sankt Stanislausorden, 1908.[7]
- Kommendör av första klassen av Spanska Sjöförtjänstorden, senast 1931.[10]
- Fjärde klassen av Turkiska Meschidie-orden, 1906.[7]